# Pinnacle Studio
Pinnacle Studio は、コーレル株式会社が発売しているノンリニア動画編集ソフトウェア。プラットフォームはWindows、iOS（iPhone、iPad)。元々アビッド・テクノロジーのPinnacle Systems部門が開発していた。

## 概要
プロ用の Pinnacle Liquid Editon （現在は Avid Liquid）の一般ユーザー版。VOB Computersysteme の Instant CD/DVD の機能も継承している。ビデオコンテンツの編集、ビデオCD/DVD/Blu-rayの作成を一本で実行できる。
コーレル株式会社が所有している他の動画編集ソフトVideoStudioとの互換性はないが、追加される新機能はかなり似ている傾向がある。（マルチカム編集や、モーショントラッキングなど）。また、付属ソフトウェア（PC画面録画用ソフトMulticam Capture Lite）が同じこともあるが、フィルターや各素材はあまり共通点がない。
動画・画像の角度調整が0.1単位でできる点（VideoStudioは1度ずつ）、レンダリングキューに登録する事での連続レンダリングが可能などの違いから、より高度な編集をしたい人向けのラインナップとして扱われている。
PinnacleStudio25までは日本語版が提供されていた。

2022年9月以降、最新版のPinnacleStudio26がサイトに英語にて掲載されている。日本語ページは提供されておらず、対応言語からも日本語が削除されている。

## 歴史
Pinnacle Systemsが、ドイツ　ミュンヘンに本拠地を置くFAST Multimadiaを買収した際、FASTMultimediaの編集ソフトウェアをPinnacle Liquidとして発売。そのプロ用ソフトウェアの開発コードを一般ユーザー向けに組み込んでいる。2012年7月にAvidに買収され、その後コーレル株式会社にPinnaclestudio部門のみ買収される。
Pinnacle Studio は バージョン9まで2つのエディション Studio と Studio Plus で販売されていた。Plus にはいくつかの機能拡張が施されていた。例えば2つのビデオトラックを扱え、オーバーレイやピクチャ・イン・ピクチャが可能である。
Studio 10 と Studio 10 Plus は2005年8月17日にリリースされた。Studio 9 のユーザインタフェースを保ちつつ、コードベースは Liquid Edition（現在の Avid Liquid）のものを採用している。PAL、NTSC、4:3画像、16:9画像を1つの時系列に混在でき、フル解像度でリアルタイムプレビューが可能となった。標準版は Studio 9 よりも機能が削減されているが、Studio 10 Plus はHDV編集などの強化がなされている。Plus のバージョン10.7ではHDVをDVDに記録でき、東芝製HD DVDプレーヤーで再生可能となった。10.8では Vista に対応している。
2007年6月には Studio 11 をリリース。3つのエディションとなった（Studio、Studio Plus、Studio Ultimate）。いずれも Vista 対応となり、自由な拡大縮小が可能なインタフェースを採用し、新たに Scorefitter というMIDIベースの音楽自動制作機能を採用した。Studio 11 Plus は、HDVとAVCHDのネイティブ編集をサポートし、HD DVD 仕様のビデオをDVDに録画できる。11.1.1 では、AVCHD も標準DVDに録画できるようになった。Pinnacle Studio Ultimate は新たな最上級製品である。Dolby 5.1 チャンネルのサラウンド音声、高精細なパンとズーム、各種エフェクトなどを備えている。また、グリーンスクリーンによるクロマキー合成機能もある。
Studio 12 は2008年6月にリリースされた。マーカーを再生中に置く機能、オーディオ制御の改良、事前設定されたテンプレートに従って複数の映像を合成する機能などが追加された。また、YouTubeに直接アップロードする機能なども追加された。Plus と Ultimate では、Blu-ray Disc にも録画できるようになった。
Studio 17はコーレルに買収された後に発売された初バージョンであり、3種類存在する。【17】トラック数が映像3音声3【17 Plus】映像12、音声12【17 Ultimate】トラック数無制限、blu-rayオーサリング機能、Red GiantのFilmmaker's ToolkitおよびMotion Graphics Toolkitなどが搭載。
Studio 20は2017年1月にリリースされた。「マルチカメラビデオエディタ」にてマルチカム編集が可能になった他（標準は2、Plusは4、Ultimateは6つの映像を音声や時間で同期してカット編集）、ストップモーションアニメーション機能、Plusではモーショントラッキング機能、タイムラインの透明度設定、Ultimateではモザイク付きモーショントラッキングや360度映像への対応も行われている。
Studio 21は2017年8月にリリースされた。UIの一新とMotionStudio 3Dのエンジンをつかった「モーション3Dタイトル」に対応。上位版のPlusとUltimateでは、分割画面ビデオと広角レンズ補正、XAVS S形式に対応。Ultimateのみ「モーフィングトランジション」「360度カメラの映像」へ対応した。
Studio 22は2018年8月にリリースされた。
Studio 24は2020年8月にリリースされた。
Studio 25は2021年8月にリリースされた。

## 過去の製品

### Studio Moviebox
かつて販売していたビデオキャプチャ用ハードウェア。Pinnacle Studio を同梱していた。さらに機能を限定した廉価版の Pinnacle Studio QuickStart を Dazzle（USBキャプチャデバイス）と Pinnacle PCTV に同梱していた。ただし、Studio 12 では QuickStart 版が廃止された。Dazzle Video Creator Platinum は通常版の Studio を同梱しており、PCTV には後述する VideoSpin が同梱されていた。（現在、日本ではどれも入手困難）

### VideoSpin
2007年後半、Pinnacle は Studio からいくつかの機能を削除したノンリニア動画編集ソフトウェア VideoSpin を無料ダウンロード可能な形でリリースしていた。現在は公式サイトからの入手は不可能。
ストーリーボード機能、ビデオキャプチャ機能、ツールボックス、音楽自動生成、DVD制作などの機能が削除されている。VideoSpin で作成したプロジェクトは Pinnacle Studio 11 でも編集できるが、逆は不可能で、一旦 Studio で編集すると VideoSpin に戻すことはできない。
追加コーデックパックを購入すれば、MPEG-2、MPEG-4、DivX が使えるようになる（インストール後15日間は試用可能）。